# 별에서 온 퀴즈
별에서 온 퀴즈는 iHQ에서 방송하였던 예능 프로그램으로, SBS TV의 인기 드라마로 군림했던 《별에서 온 그대》에서 만화방 백수로 등장시켰던 조세호, 남창희 등을 주 출연자로, 1990년대 후반부터 2010년대까지 우리를 열광시켰던 문화계의 이슈들을 모아 퀴즈와 토크 등으로 풀어보는 프로그램이다.

## 기본 정보
- 방송 시간 : iHQ 기준 매주 목요일 밤 8시
- 추가 편성 채널 : iHQ Drama (구 드라맥스)
- 출연진 : 조세호, 남창희, 김환, 미연
- 참고 사항 : 4회에는 김환, 미연 대신 전진, 이수지가 대타로 참가하였으며, 5회에는 김환 대신 이수지를 대타로 참여시켰다. 그리고 아유미가 만화방 손님 역할을 담당하여 8회부터 고정 멤버에 합류됨.

## 출연 게스트
- 1회 : 전진, 앤디
- 2회 : 아유미, 황광희
- 3회 : 김지민, 김민경
- 4회 : 안드레아스, 크리스존슨
- 5회 : 곽민정, 정유인, 심수창
- 6회 : 홍진경
- 7회 : 브라이언, 현영
- 8회 : 이원일, 김풍
- 9회 : 히밥, 일주어터, 밥굽남
- 10회 : 이현이, 아이린, 차수민
- 11회 : 채리나, 신지
- 12회 : 신기루, 이은형, 홍윤화